# Estoloides leucosticta
Estoloides leucosticta är en skalbaggsart som först beskrevs av Bates 1885.  Estoloides leucosticta ingår i släktet Estoloides och familjen långhorningar. Inga underarter finns listade i Catalogue of Life.